# 1492 : Christophe Colomb
Pour les articles homonymes, voir Christophe Colomb (homonymie).
Pour plus de détails, voir Fiche technique et Distribution.
1492 : Christophe Colomb (1492: Conquest of Paradise) est un film franco-britannico-espagnol réalisé par Ridley Scott et sorti en 1992. Écrit par Roselyne Bosch, il met en scène Gérard Depardieu dans le rôle du navigateur génois Christophe Colomb, au service des monarques catholiques espagnols.
Le film est sorti dans le monde la semaine du 12 octobre 1992, soit 500 ans, jour pour jour, après que Christophe Colomb a posé le pied sur l'île de Guanahani, lors de la première expédition européenne, jusqu'à l'Amérique, depuis celle des Vikings.

## Synopsis

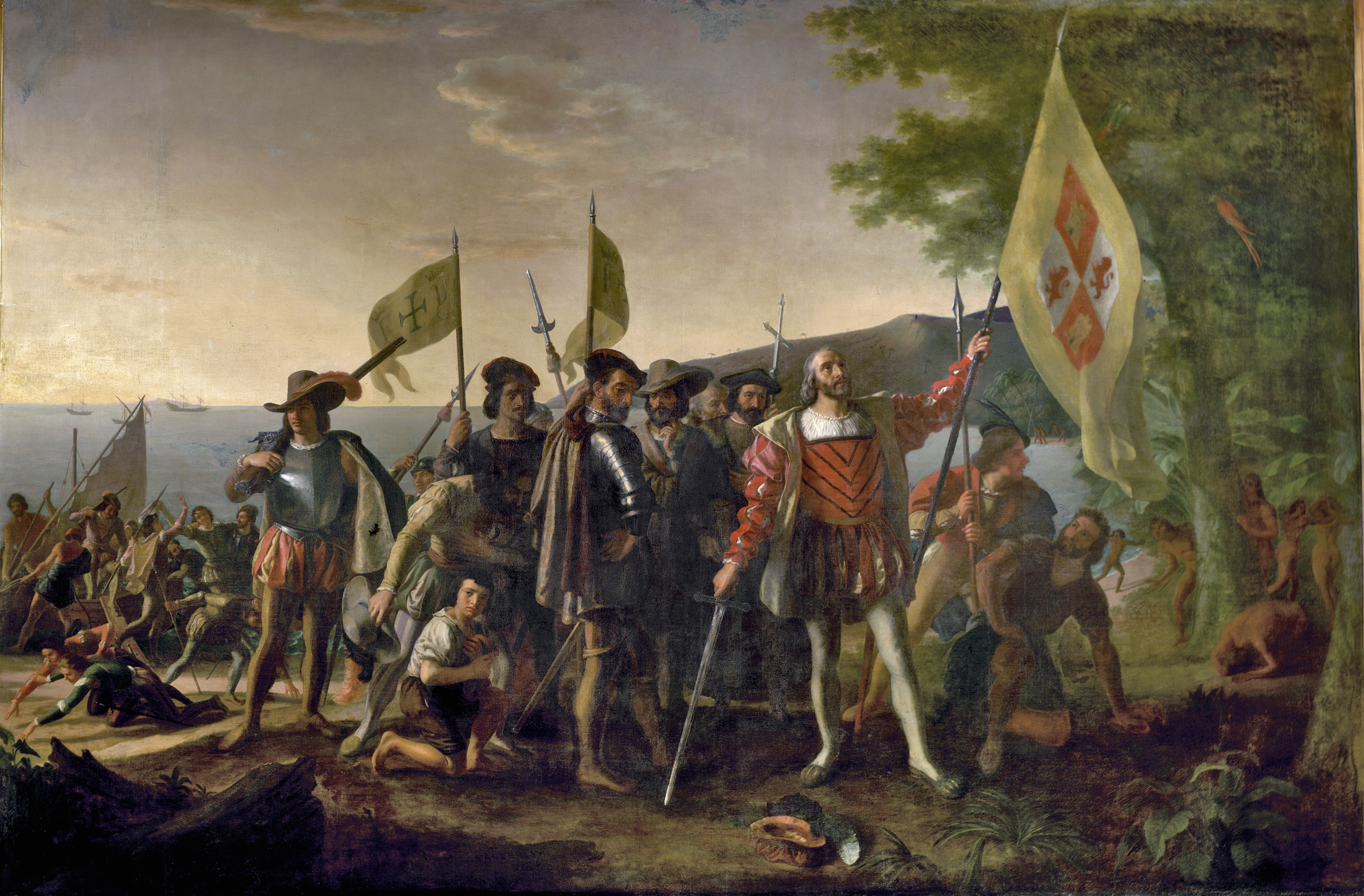
Christophe Colomb arrivant à Guanahani en 1492 (peinture de John Vanderlyn).

En 1492, à la fin de la Reconquista, les souverains espagnols donnent finalement leur accord à Christophe Colomb pour un projet qui a comme ambition d'ouvrir une nouvelle route maritime en direction des Indes en naviguant vers l'ouest. Le navigateur ne se doute pas que cette expédition va aboutir à la découverte de l'Amérique. Il découvre plusieurs îles dont l'île d'Hispaniola (aujourd'hui Haïti et la République dominicaine). À sa deuxième expédition, il fonde sur cette île, début 1494, la ville de La Isabela, qui va rapidement péricliter car l'emplacement choisi n'est pas favorable.

## Fiche technique
Sauf indication contraire, les informations mentionnées dans cette section peuvent être confirmées par la base de données cinématographiques IMDb,  présente dans la section « Liens externes ».
- Titre original anglophone : 1492: Conquest of Paradise
- Titre original français : 1492 : Christophe Colomb
- Réalisation : Ridley Scott
- Scénario : Roselyne Bosch
- Musique : Vangelis
- Photographie : Adrian Biddle
- Montage : William M. Anderson (en), Françoise Bonnot, Les Healey, Armen Minasian (de) et Deborah Zeitman
- Décors : Norris Spencer
- Costumes : Charles Knode et Barbara Rutter
- Production : Alain Goldman, Ridley Scott, Roselyne Bosch, Marc Boyman et Pere Fages
- Sociétés de production : Gaumont, Légende Entreprises (en), France 3 Cinéma, Due West, Cyrkfilms, avec la participation du Ministère français de la Culture et du Ministère espagnol de la Culture
- Sociétés de distribution : Gaumont (France), Paramount Pictures (États-Unis)
- Langues originales : anglais, espagnol, dialecte amérindien
- Format : couleur - 2,35:1 - son Dolby Surround
- Pays de production :  France,  Espagne,  Royaume-Uni
- Genre : aventures, historique, drame
- Durée : 149 minutes
- Budget : 47 000 000 dollars[2]
- Dates de sortie[3] : 
  - Espagne : 8 octobre 1992
  - France : 12 octobre 1992
  - Royaume-Uni : 23 octobre 1992

## Distribution
- Gérard Depardieu (VF : lui-même) : Christophe Colomb
- Armand Assante (VF : Jean Barney) : Gabriel Sanchez
- Sigourney Weaver (VF : Tania Torrens) : la reine Isabelle
- Michael Wincott (VF : Michel Vigné) : Adrián de Moxica
- Tchéky Karyo (VF : lui-même) : Martín Alonso Pinzón
- Kevin Dunn (VF : Joël Martineau) : le capitaine Mendez
- Frank Langella (V. F. : Jacques Frantz) : Luis de Santángel
- Mark Margolis (V. F. : Gérard Rinaldi) : Francisco de Bobadilla
- Arnold Vosloo : Hernando de Guevara
- Steven Waddington (VF : Jean-François Vlérick) : Bartolomeo Colomb
- Loren Dean (VF : Damien Boisseau) : Fernando Colomb, adulte
- Ángela Molina (VF : Liliane Patrick) : Beatrix Enriquez
- Fernando Rey (VF : Edmond Bernard) : Antonio de Marchena
- Kario Salem (en) : Arojaz
- Billy L. Sullivan (VF : Boris Roatta) : Fernand Colomb, jeune
- John Heffernan: frère Buyl
- Fernando Guillén Cuervo (VF : Jean-Philippe Puymartin) : Giacomo Colomb
- José Luis Ferrer : Alonso de Bolaños
- Bercelio Moya : Utapan
- Juan Diego Botto (VF : Denis Laustriat) : Diego Colomb
- Achero Mañas : Docker
- Fernando García Rimada : Roi Ferdinand V
- Albert Vidal (es) : Hernando de Talavera (en)
- Clara Isabel Prinz (es) : Duègne
- Jack Taylor : le vicomte
- Ángela Rosal : la femme de Pinzón

Source et légende : version française (VF) sur Voxofilm

## Production

### Genèse, développement et attribution des rôles
Au début des années 1990, Roselyne Bosch, alors journaliste au Point, doit écrire une série d'articles sur la ville de Séville qui s'apprête à célébrer les 500 ans de la première expédition de Christophe Colomb. Durant ses longues recherches, elle découvre de nombreux documents dont des parchemins non traduits. Rêvant alors de cinéma, elle débute alors l'écriture d'un scénario de long métrage. Elle va alors tenter de monter le projet avec Alain Goldman, qui débute lui aussi dans le cinéma. Ils veulent que le film soit mis en scène par un réalisateur prestigieux. Francis Ford Coppola, Roland Joffé et Oliver Stone sont alors approchés. Le projet reste en suspens quelque temps, jusqu'à ce que le Britannique Ridley Scott accepte de le réaliser. Ce dernier souhaite depuis longtemps faire un film sur Christophe Colomb. Il exige cependant, avant de donner son accord, que Gérard Depardieu obtienne le rôle-titre. Contacté, l'acteur français accepte aussitôt.
Le scénario connait de multiples versions pour trouver son financement, qui se fait sans quasiment aucun grand studio. Il s'agit d'une coproduction totalement européenne, franco-hispano-britannique. La production du film est par ailleurs en compétition avec celle de Christophe Colomb : La Découverte de John Glen, produit par Ilya Salkind. Contrairement à ce dernier, Ridley Scott souhaite cependant éviter un ton trop « image d'Épinal », glorieux et cliché. Il jouit d'une liberté artistique totale de la part des producteurs.
Pour le rôle de la reine Isabelle de Castille, Sigourney Weaver est le premier choix de Ridley Scott, qui l'a dirigée dans Alien, le huitième passager (1979). Gérard Depardieu a quant à lui suggéré Sylvia Kristel pour le rôle. Sigourney Weaver donne son accord mais le tournage de Alien 3 prend plus de temps que prévu. Anjelica Huston est alors contactée pour la remplacer. Finalement, Sigourney Weaver se rend disponible à la dernière minute. Par ailleurs, elle doit porter une perruque lors du tournage car elle a eu la tête rasée pour Alien 3.

### Tournage
Le tournage s'étale sur 16 semaines.

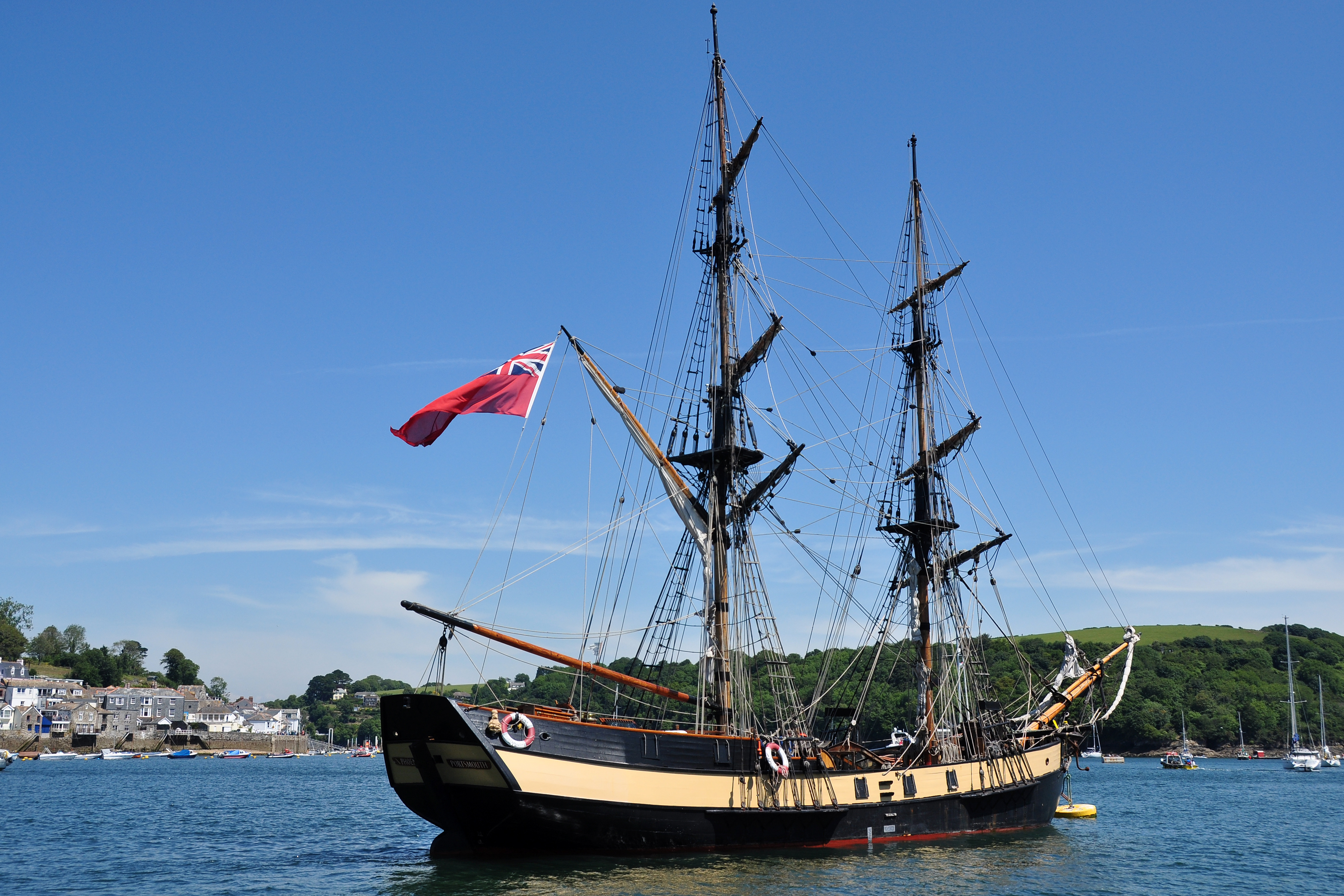
Le brick Phoenix, ici en 2011, est transformé en la nef Santa María pour les besoins du tournage.

Le film est tourné dans la jungle costaricienne et dans la région de Salamanque en Espagne. Le tournage en mer est fait près des côtes de la République dominicaine et des îles Vierges américaines.
Deux caravelles, répliques de la Pinta et de la Niña, et une nef, réplique de la Santa Maria, sont construites dans le port de Bristol durant deux ans. Elles entreprennent, cinq cents ans après, le même voyage que Christophe Colomb pour rejoindre les lieux de tournage.
Lieux de tournage
- Espagne
  - Cáceres : cathédrale de Cáceres, place Saint-Georges, et dans la vieille ville en général.
  - Trujillo : porte et arc de Triomphe, Alcázar de los Bejarano (es), muraille et zone monumentale.
  - Salamanque : nouvelle cathédrale de Salamanque, université de Salamanque, La Clerecía (es) et le couvent San Esteban.
  - Ségovie : Alcazar de Ségovie.
  - Séville : maison de Pilate et Alcazar de Séville.
- Costa Rica
  - Tulín (village à 67 km de San José) : où la majorité de l'intrigue est développée. Les plans de l'arrivée au Nouveau Monde sont tournés à Playa Blanca, située entre les districts de Jacó et de Tarcoles.

## Musique
La bande originale du film est composée par Vangelis, alors que Hans Zimmer était initialement envisagé. Elle a été produite en album par Vangelis.

## Sortie et accueil

### Critique
Le film reçoit des critiques plutôt négatives aux États-Unis. Sur l'agrégateur américain Rotten Tomatoes, il récolte 32% d'opinions favorables pour 22 critiques et une note moyenne de 4,02⁄10. Sur Metacritic, il obtient une note moyenne de 47⁄100 pour 21 critiques.
Le film a été accusé de promouvoir la légende noire espagnole,,,.

### Box-office
En France, le film est l'un des succès de l'année avec plus de 3 millions d'entrées, soit le 8e meilleur résultat au box-office annuel français.
Le film marche également très bien sur les écrans européens et enregistre plusieurs millions d’entrées en Allemagne. Cependant, il connaît un échec aux États-Unis, les Américains n'étant guère sensibles aux films historiques et mettant en avant l’accent maladroit de Gérard Depardieu.
| Pays ou région    | Box-office        | Date d'arrêt du box-office | Nombre de semaines |
| ----------------- | ----------------- | -------------------------- | ------------------ |
| États-Unis Canada | 7 191 399 $       | 22 octobre 1992            | 2                  |
| France            | 3 082 110 entrées | 1992                       |                    |
| Total mondial     | n/a               | -                          | -                  |

## Distinctions
- British Society of Cinematographers 1992 : nomination au prix de la meilleure photographie pour Adrian Biddle[16]
- Golden Globes 1993 : nomination pour la meilleure musique pour Vangelis

## Sorties vidéo
Le film est sorti en DVD et une première fois en Blu-ray en octobre 2010, tous les deux édités par TF1 Vidéo. Ce Blu-ray est depuis remplacé en novembre 2018 par un nouveau Blu-ray édité par la Gaumont, l'édition de 2010 ayant depuis connu des soucis de BD-rot (pourrissement de la résine). Les deux éditions ont un bonus documentaire sur la production du film avec une entrevue du producteur Ilan Goldman et de sa femme Roselyne Bosch, scénariste du film.

## Version longue
En novembre 2024, lors de la sortie de son film Gladiator 2, Ridley Scott annonce vouloir réaliser une version longue de son film pour que le public le redécouvre en streaming. Cependant, il évoque un problème de taille : l'acteur Gérard Depardieu ne parlant pas très bien anglais, le réalisateur projette d'engager l'acteur Kenneth Branagh pour doubler l'acteur français (en raison des démêlés judiciaires qui ont mis fin à la carrière de ce dernier).

## Commentaire
Le générique d'entrée utilise des gravures de Théodore de Bry.